# 우리들의 작문교실
《우리들의 작문교실》은 2003년 6월 20일에 MBC에서 방영한 베스트극장이다.

## 등장 인물

### 주요 인물
- 김지선 : 은아 역
- 정혜영 : 위니 역
- 윤유선 : 은아의 어머니 역
- 지진희 : 소설가 역

### 그 외 인물
- 이기영
- 홍륜의
- 문회원
- 원미원
- 이혜미
- 유인수
- 장경희
- 이영미
- 남현
- 유지수
- 안정윤
- 박현심